# Kabinett Lungu

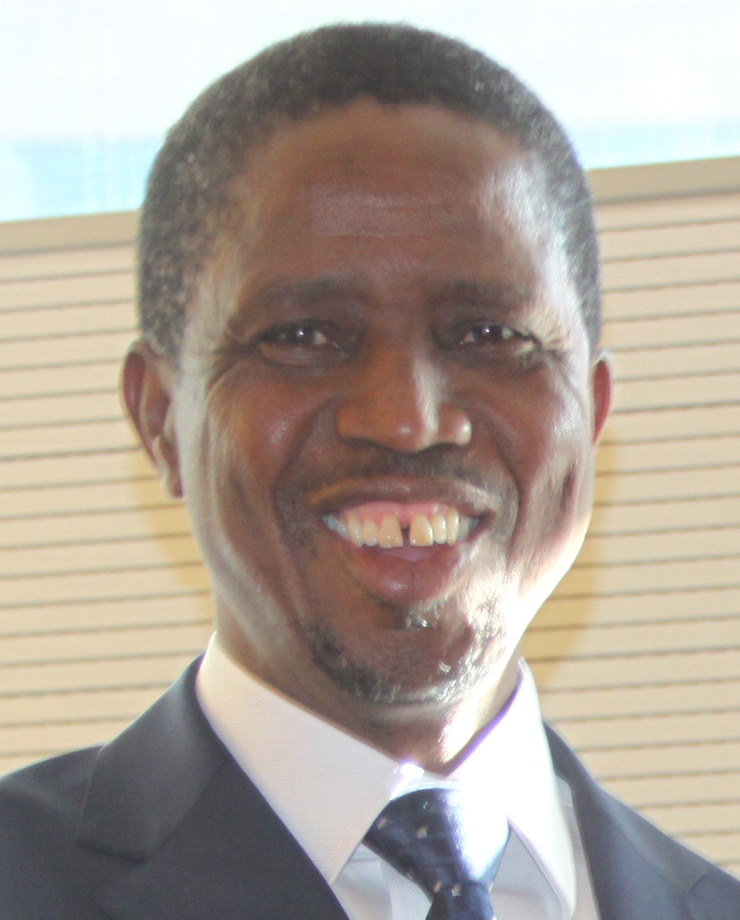
Präsident Edgar Lungu

Das Kabinett Lungu wurde in Sambia durch Präsident Edgar Lungu von der Patriotic Front (PF) am 25. Januar 2015 gebildet.

## Minister
Dem Kabinett gehörten anfangs folgende Minister an:
| Amt                                                               | Name                         |
| ----------------------------------------------------------------- | ---------------------------- |
| Kabinettsminister                                                 |                              |
| Präsident                                                         | Edgar Lungu                  |
| Vizepräsidentin                                                   | Inonge Wina                  |
| Justizminister                                                    | Given Lubinda                |
| Verteidigungsminister                                             | Chama Davies                 |
| Innenminister                                                     | Stephen Kampyongo            |
| Gesundheitsminister                                               | Chitalu Chilufya             |
| Außenminister                                                     | Harry Kalaba                 |
| Ministerin für Information und Rundfunkdienste                    | Kampamba Chilumba            |
| Ministerin für Unternehmen, Handel und Industrie                  | Margaret Mhango Mwanakatwe   |
| Minister für Kommunalverwaltung und Wohnungsbau                   | Vincent Mwale                |
| Minister für Tourismus und Künste                                 | Charles Romel Banda          |
| Ministerin für Ländereien, natürliche Ressourcen und Umweltschutz | Jean Kapata                  |
| Minister für Häuptlings- und traditionelle Angelegenheiten        | Lawrence John Sichalwe       |
| Minister für Fischerei und Viehzucht                              | Micheal Zondani Jay Katambo  |
| Minister für Kommunikation und Transport                          | Brian Mushimba               |
| Minister für Jugend, Sport und kindliche Entwicklung              | Moses Mawere                 |
| Ministerin für Gleichberechtigung                                 | Victoria Kalima              |
| Landwirtschaftsministerin                                         | Dora Siliya                  |
| Minister für allgemeine Bildung                                   | Dennis Musuku Wanchinga      |
| Energieminister                                                   | David Mabumba                |
| Ministerin für höhere Bildung                                     | Nkandu Luo                   |
| Minister für Bergbau und mineralische Entwicklung                 | Christopher Bwalya Yaluma    |
| Finanzminister                                                    | Felix C. Mutati              |
| Minister für Entwicklungsplanung                                  | Lucky Mulusa                 |
| Minister für öffentliche Arbeiten und Versorgung                  | Mathew Nkhuwa                |
| Minister für Wohnungsbau und Infrastrukturentwicklung             | Ronald Kaoma Chitotela       |
| Minister für Präsidialangelegenheiten und das Präsidialamt        | Chomba Freedom Sikazwe       |
| Ministerin für nationale Führung und religiöse Angelegenheiten    | Godfridah Nsenduluka Sumaili |
| Ministerin im Amt der Vizepräsidentin                             | Sylvia Bambala Chalikosa     |
| Minister für Wasserentwicklung, Hygiene und Umweltschutz          | Lloyd Mulenga Kaziya         |
| Ministerin für Gemeindeentwicklung und soziale Dienste            | Emerine Kabanshi             |
| Provinzminister                                                   |                              |
| Provinz Luapula                                                   | Nickson Chilangwa            |
| Südprovinz                                                        | Edify Hamukale               |
| Nordwestprovinz                                                   | Richard Kapita               |
| Provinz Copperbelt                                                | Bowman Lusambo               |
| Provinz Muchinga                                                  | Sichone Malozo               |
| Westprovinz                                                       | Nathaniel Mubukwanu          |
| Nordprovinz                                                       | Brian Mundubile              |
| Zentralprovinz                                                    | Sydney Mushanga              |
| Provinz Lusaka                                                    | Japhen Mwakalombe            |
| Ostprovinz                                                        | Makebi Zulu                  |